# Lo niego todo
Lo niego todo es el decimoséptimo álbum de estudio de Joaquín Sabina. El álbum nació de la colaboración entre Sabina, Leiva (productor del álbum) y Benjamín Prado. Salió a la venta en todo el mundo el 10 de marzo de 2017.

## Lista de canciones[2]
1. Quién más, quién menos - 4:10
2. No tan deprisa - 3:45
3. Lo niego todo - 4:43
4. Postdata - 3:50
5. Lágrimas de mármol - 3:56
6. Leningrado - 4:56
7. Canción de primavera - 3:35
8. Sin pena ni gloria - 3:55
9. Las noches de domingo acaban mal - 4:07
10. ¿Qué estoy haciendo aquí? - 5:41
11. Churumbelas - 3:50
12. Por delicadeza - 3:14

### Músicos
- Guitarras: Carlos Raya, Ariel Rot
- Bajo: Iván Gonzalez (Chapo)
- Batería: Jose (El Niño) Bruno
- Teclados: Cesar Pop, Joserra Senperena
- Saxo: David Carrasco
- Trombón: Toni Molina

Excepto en 10# "¿Qué estoy haciendo aquí?": = Músicos, Forward Ever Band
- Guitarras: Carlos Bratt y Luis Aller
- Bajo: General Soria
- Batería: Arnaldo Lescay
- Teclados: Carlos Ripoll

Mezclado por Carlos Raya (1,2,3,4,6,7,11), Joe Blaney (5,7,10) y Juan Sanchez.
Masterizado por Bob Ludwig.
Grabado por Joe Blaney y Hector Garcia.